# 工業大道南駅
工業大道南駅（こうぎょうだいどうなんえき）は、中華人民共和国広東省広州市海珠区金鵬路と工業大道南の交差点に位置する広州地下鉄10号線の駅。

## 歴史
- 2020年5月：着工。
- 2025年6月29日：開業[1]。

## 駅構造
島式ホーム1面2線を有する地下駅。コンコースは地下1階、ホームは地下4階。
当駅は東暁南駅からわずか558メートルの距離にあり、現在の広州地下鉄において最も駅間距離が短い区間です。

### のりば
| 番線 | 路線     | 行先       |
| ---- | -------- | ---------- |
| 1    | ■ 10号線 | 楊箕東方面 |
| 2    | ■ 10号線 | 西塱方面   |

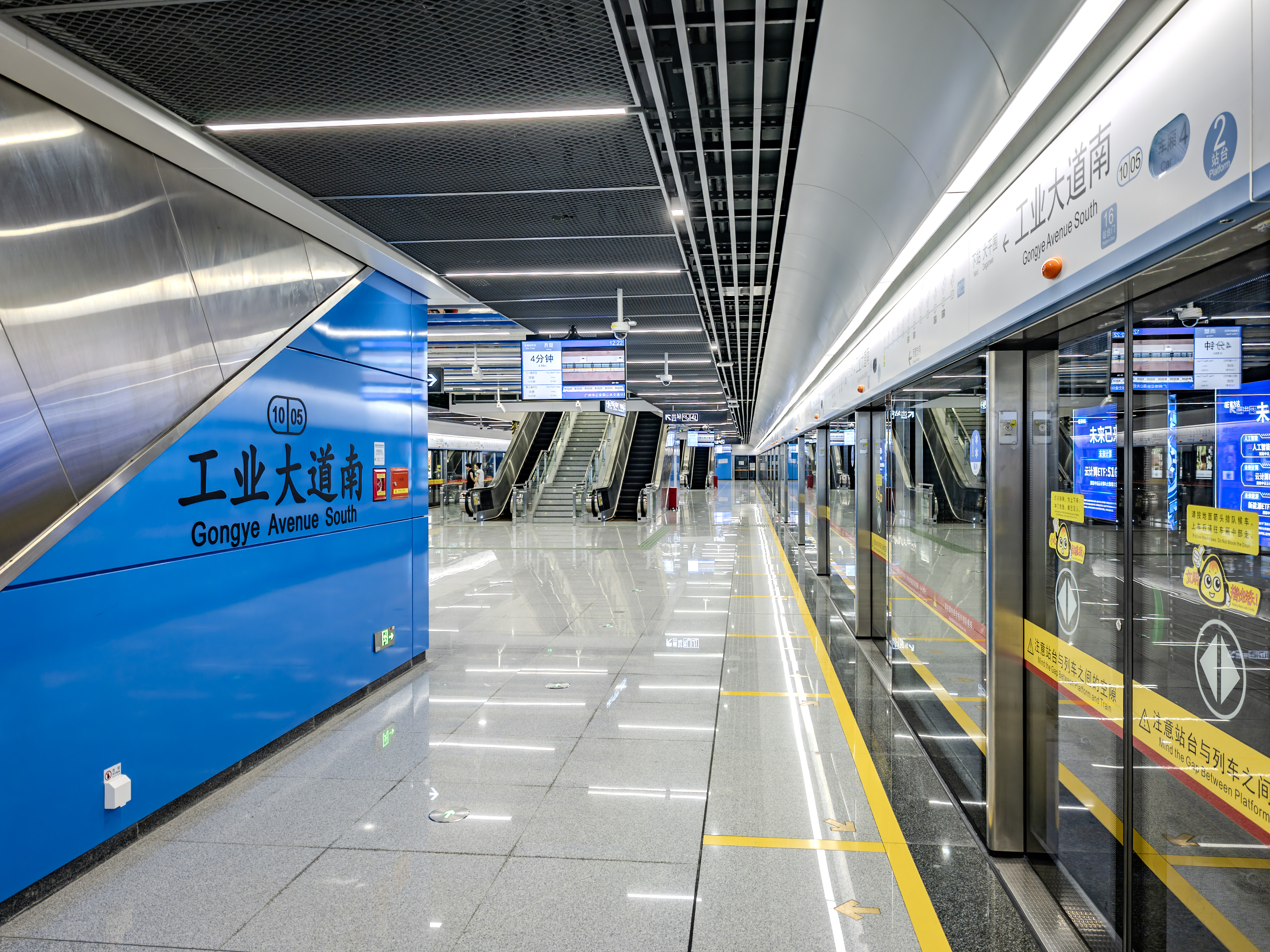
ホーム
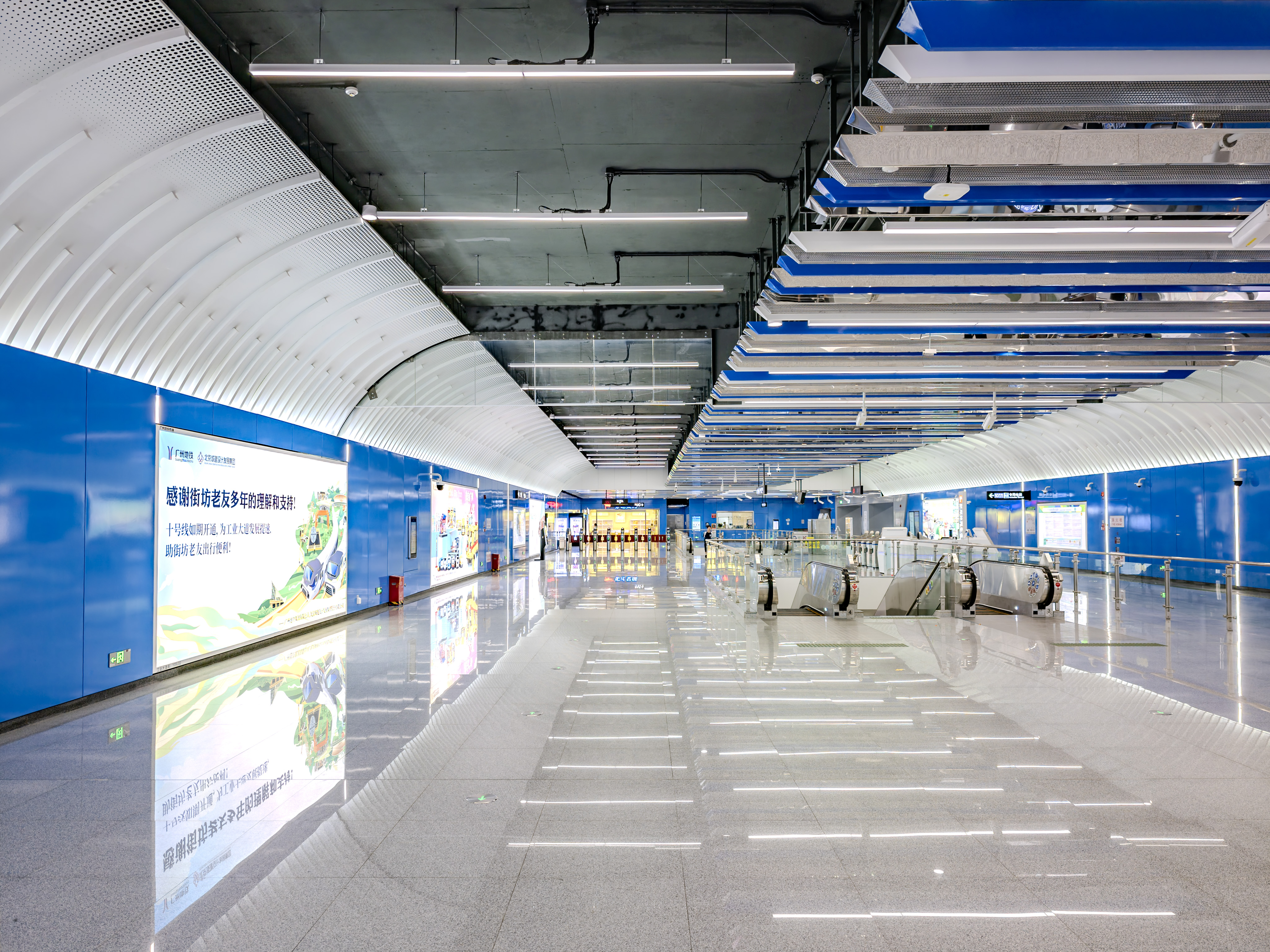
コンコース

## 将来乗り入れの路線
当駅は計画段階では広仏線石渓駅と改札内乗り換えが可能となる予定で、仮名も石渓駅とされていました。しかしその後、工事上の困難などの理由で広仏線との乗り換え通路計画は中止され、最終的に工業大道駅として建設されました。
現在、工業大道南駅と石溪駅は別々の駅として扱われており、両駅間の乗り換えに運賃割引は適用されません。10号線建設時には改札内乗り換え通路設置のための構造が予留されていますが、具体的な実施時期は未定です。

## 駅周辺
- 金碧都市広場
- 金碧花園
- 順景商港
- 鴻城広場
- 暁薈城

## 隣の駅
広州地下鉄
■ 10号線
大幹囲駅 1004 - 工業大道南駅 1005 - 東暁南駅 1006